# الرجل الرمادي (رواية)
الرجل الرمادي (بالإنجليزية: The Gray Man)‏ هي الرواية الأولى لمارك غريني، ونشرت لأول مرة في عام 2009. كما أنها أول رواية تصور الرجل الرمادي، القاتل المستقل والعميل السابق في وكالة المخابرات المركزية.

## القصة
تتبع الرواية جينتري في مهمة عبر أوروبا لإنقاذ، السير دونالد فيتزروي، وعائلته في نورماندي، فرنسا، من لويد، وهو عضو في شركة فرنسية عملاقة وضابط سابق في وكالة المخابرات المركزية يريد قتل جينتري من أجل الحصول علي مليار دولار قسمة صفقة للمصالح النفطية في نيجيريا حيث يريد رئيسها بدوره موت جينتري لاغتيال شقيقه.